# Le Blon Frères
Le Blon Frères war ein französischer Hersteller von Automobilen.

## Unternehmensgeschichte
Bei den Le Blon Frères (Gebrüder Le Blon) handelte es sich um den Automobil- und Flugpionier Hubert Le Blon (1874–1910) und einen seiner Brüder. Das Unternehmen aus Paris begann 1898 mit der Produktion von Automobilen. Der Markenname lautete Le Blon im Inland und Le Lynx für den Export nach England. 1900 endete die Produktion.

## Fahrzeuge
Das einzige Modell war mit einem V2-Motor mit 4 PS Leistung ausgestattet. Die Motorleistung wurde mittels Riemen auf die Antriebsachse übertragen.